# 偐紫田舎源氏

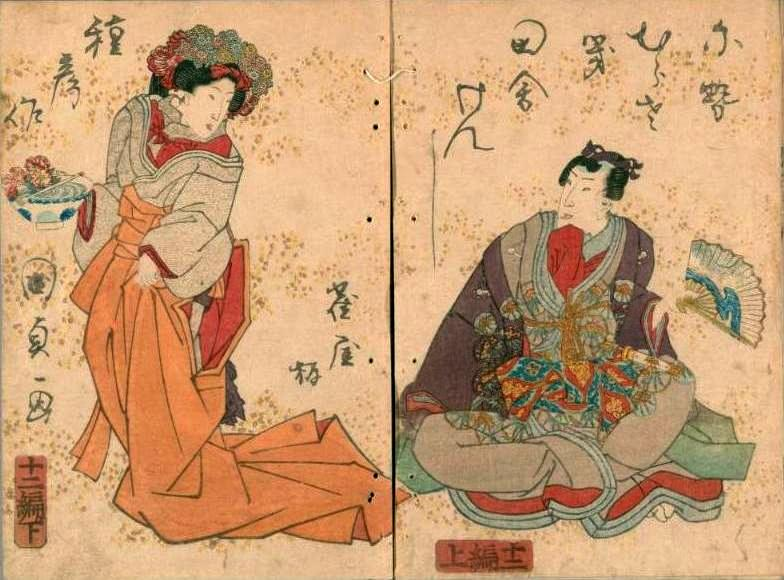
『偐紫田舎源氏』第12編より。各編とも上下冊の表紙を並べると1枚の絵となる

『偐紫田舎源氏』（にせむらさきいなかげんじ）は、柳亭種彦の未完の長編合巻。挿絵は歌川国貞。文政12年（1829年） - 天保13年（1842年）刊。各編が全て1万部を超える江戸時代最大のベストセラーとなり、種彦の代表作となった。14年にわたって書き継がれたが、作者の筆禍と死去により、第38編（152冊）までに終わった。ただし、第39編と第40編は、遺した稿本により1928年（昭和3年）に公刊された。通称『田舎源氏』。『源氏物語』を通俗的に翻案した小説で、「偐」は「似せ」「偽」の意。

## あらすじ
紫式部の『源氏物語』を下敷きにして、時代を平安時代から室町時代へ移している。語り手は、江戸日本橋・式部小路の女・お藤で、鉄砲洲の人丸神社に参詣し、石屋の二階に仮住まいして筆を取った、という設定で語りはじめる。
将軍足利義政の妾腹の子・光氏が、将軍位を狙う山名宗全を抑えるため、光源氏的な好色遍歴を装いながら、宗全が盗み隠していた足利氏の重宝類を次第に取り戻す一方、須磨・明石に流寓して西国の山名勢を牽制し、宗全一味をはかりごとで滅ぼした後、京都に戻り、将軍後見役となって栄華を極める。
前半部分は、光源氏にあたる足利光氏が山名宗全の隠謀を暴く推理小説仕立てで、22編以降は『源氏物語』に忠実な翻案となっている。

## 経緯
柳亭種彦は、合巻の『正本製』（しょうほんじたて）シリーズなどですでに流行作家になっていたが、年長の曲亭馬琴も『金毘羅船利生纜』『傾城水滸伝』などの長編合巻で人気を集めていた。それぞれ『西遊記』『水滸伝』の翻案である。馬琴が中国の小説に詳しいなら、種彦は日本の古典に通じている。『源氏物語』の翻案で対抗しよう、という動機であったろうと言われている。
『偐紫』の『紫』は、紫式部にも高級染料の紫にも通じる。
版元は通油町（現在の中央区日本橋大伝馬町）の、3代目仙鶴堂鶴屋喜右衛門。半裁した半紙の右左に1ページずつを刷り、2つに折って10枚重ねて綴じて、1冊20ページ、上下2冊を封筒に入れて1編とした。B6に近い中本であった。
種彦は当初『源氏』の全54帖を翻案・出版するつもりはなく、「紅葉賀」あたりで完結する予定だったが、予想外の好評により書き継ぐことになったようである。しかし、水野忠邦の天保の改革が始まると、「将軍家の大奥の内情を書いた」「光氏は徳川家斉がモデル」などの噂から本書の絶版と種彦の断筆が命ぜられ、38編までで終わった。遺された稿本から39編・40編が、1928年（昭和3年）版の『田舎源氏』中に翻刻された。なお、「将軍家斉の大奥生活を描いた」とする巷説は明治時代に生まれたものである。
各列の右は、その編がピントを当てている『源氏物語』の帖の名である。
- 初編：文政12年（1829年） - 桐壺
- 2/3編：天保元年（1830年） - 桐壺・帚木／帚木・空蝉
- 4/5編：天保2年（1831年） - 空蝉・夕顔／夕顔
- 6/7編：天保3年（1832年） - 若紫／若紫・末摘花
- 8/9/10編：天保4年（1833年） - 若紫・末摘花／若紫・紅葉賀／末摘花・紅葉賀
- 11/12/13編：天保5年（1834年） - 紅葉賀・花宴／花宴・葵／葵
- 14/15/16/17編：天保6年（1835年） - 葵・賢木／賢木・花散里／賢木・花散里・須磨／須磨
- 18/19/20/21編：天保7年（1836年） - 須磨／須磨・明石／明石／明石
- 22/23/24編：天保8年（1837年） - 明石・蓬生／蓬生・澪標／蓬生・澪標・関屋
- 25/26/27編：天保9年（1838年） - 澪標・賢木・絵合／絵合・松風／松風・槿
- 28/29/30/31編：天保10年（1839年） - 松風・薄雲／薄雲・朝顔／朝顔・少女／少女・玉鬘
- 32/33/34編：天保11年（1840年） - 少女・玉鬘／少女・初音／玉鬘・初音・胡蝶
- 35/36/37編：天保12年（1841年） - 胡蝶・蛍・常夏／常夏・篝火・野分／野分・行幸
- 38編：天保13年（1842年） - 藤袴
- 39/40編：昭和3年（1928年） - 真木柱（黒崎書店、日本名著全集江戸文芸之部21 偐紫田舎源氏下）

天保の改革の取締りが緩くなると、『其由縁鄙俤』（そのゆかりひなのおもかげ、笠亭仙果（1 - 6編）柳下亭種員（7 - 23編）著、弘化4年（1847年）- 元治元年（1864年））をはじめ、『足利絹手初紫』『江戸鹿子紫草子』『薄紫宇治曙』などの続編や類書が刊行された。
1882年（明治15年）に、木版本があらためて出たが、全編が刊行されたかは明らかでない。洋式製本による出版は、その頃から最近まで繰り返されている。
『田舎源氏』を脚色した歌舞伎には、天保9年（1838年）3月市村座上演の『内裡模様源氏染』（ごしょもようげんじのえどぞめ）、嘉永4年（1851年）9月市村座上演の『源氏模様娘雛形』（げんじもようふりそでひながた）、慶応3年（1867年）10月守田座上演の『忠暮時雨袖旧寺』があり、『源氏模様娘雛形』の一部が『田舎源氏露東雲』の名で、今日に残っている。
なお、似た題名の『似世紫浪華源氏』（1837年）は、種彦作の世をはばかる艶本である。

## 校訂本
- 『偐紫田舎源氏 上』（鈴木重三校注、岩波書店・新日本古典文学大系88、1995年2月27日） ISBN 9784002400884
- 『偐紫田舎源氏 下』（鈴木重三校注、岩波書店・新日本古典文学大系89、1995年12月8日） ISBN 9784002400891